# Nicklas Nielsen

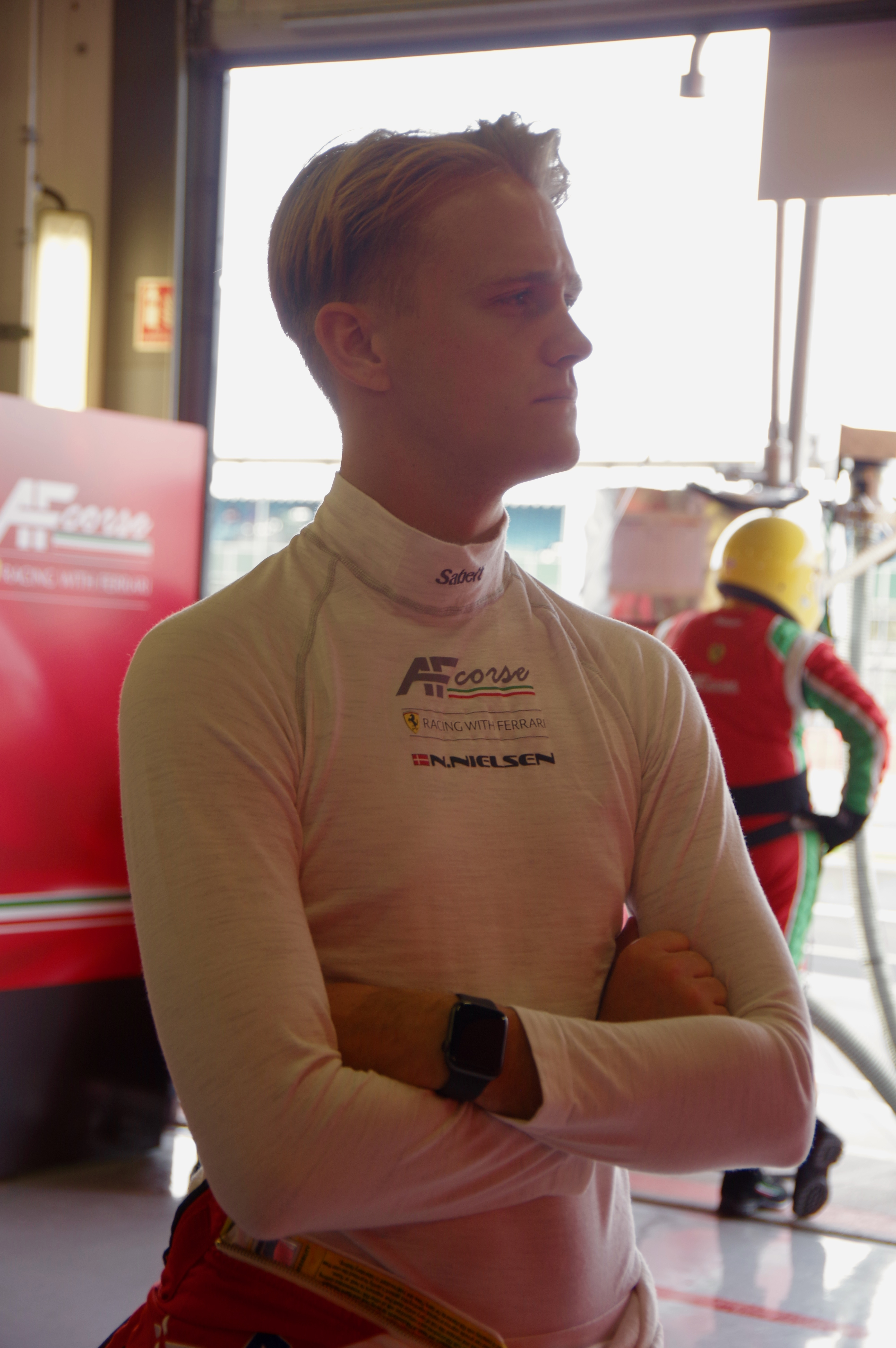
Nicklas Nielsen 2019

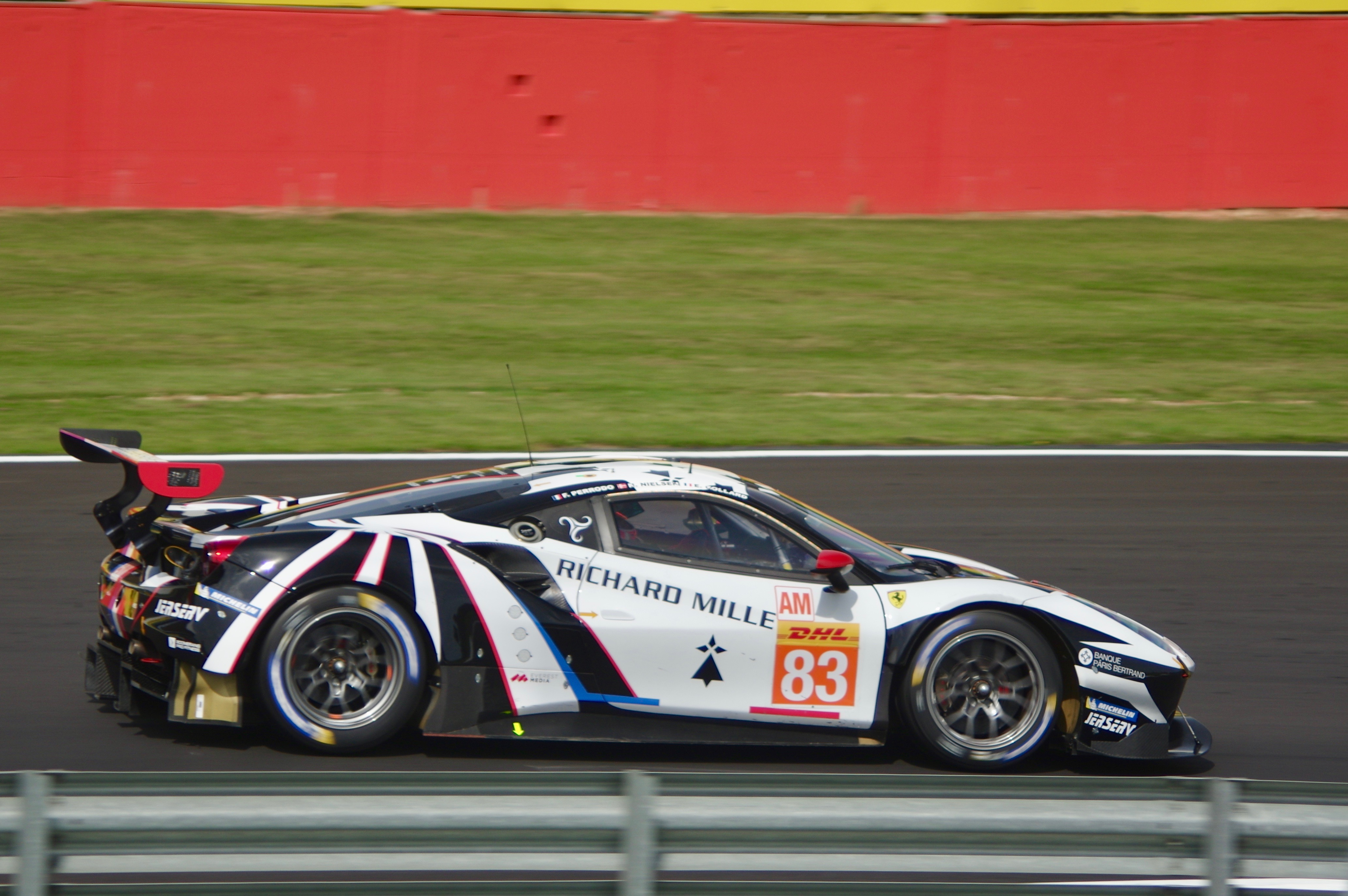
Der Ferrari 488 GTE Evo von Emmanuel Collard, François Perrodo und Nicklas Nielsen beim 4-Stunden-Rennen von Silverstone 2019

Nicklas Nielsen (* 6. Februar 1997 in Aarhus) ist ein dänischer Autorennfahrer.

## Karriere als Rennfahrer
Nicklas Nielsen war drei Jahre alt, als er von seinem Vater sein erstes Kart bekam. Im Alter von elf Jahren begann die Phase der Kartrennen, die bis 2018 andauerte und zehn nationale- und Internationale Meisterschaften umfasste. 2016 wurde er in die Audi Sport Racing Academy aufgenommen und startete im Audi Sport TT Cup, wo er Meisterschaftsdritter wurde. Die deutsche Formel-4-Meisterschaft beendete er als Achter der Endwertung. Im Jahr darauf erreichte er den sechsten Endrang dieser Rennserie.
Ab 2018 bestritt Nicklas Nielsen Rennen mit Rennfahrzeugen der Marke Ferrari. Er gewann die Ferrari Challenge Europe – Trofeo Pirelli und 2019 die GTE-Wertung der European Le Mans Series. Diese Erfolge brachten ihm einen Vertrag als GT-Pilot bei der Scuderia Ferrari ein und ein Engagement in der FIA-Langstrecken-Weltmeisterschaft für AF Corse. 2020 gab er sein Debüt beim 24-Stunden-Rennen von Le Mans und in der Weltmeisterschaft.
2024 siegte er in Le Mans mit den Teampartnern Miguel Molina und Antonio Fuoco im Ferrari 499P.

## Statistik

### Le-Mans-Ergebnisse
| Jahr | Team             | Fahrzeug            | Teamkollege      | Teamkollege      | Platzierung             | Ausfallgrund |
| ---- | ---------------- | ------------------- | ---------------- | ---------------- | ----------------------- | ------------ |
| 2020 | AF Corse         | Ferrari 488 GTE Evo | Emmanuel Collard | François Perrodo | Rang 26                 |              |
| 2021 | AF Corse         | Ferrari 488 GTE Evo | Alessio Rovera   | François Perrodo | Rang 25 und Klassensieg |              |
| 2022 | AF Corse         | Oreca 07            | Alessio Rovera   | François Perrodo | Rang 24                 |              |
| 2023 | Ferrari AF Corse | Ferrari 499P        | Miguel Molina    | Antonio Fuoco    | Rang 5                  |              |
| 2024 | Ferrari AF Corse | Ferrari 499P        | Miguel Molina    | Antonio Fuoco    | Gesamtsieg              |              |
| 2025 | Ferrari AF Corse | Ferrari 499P        | Miguel Molina    | Antonio Fuoco    | disqualifiziert         |              |

### Sebring-Ergebnisse
| Jahr | Team                   | Fahrzeug | Teamkollege        | Teamkollege          | Platzierung | Ausfallgrund |
| ---- | ---------------------- | -------- | ------------------ | -------------------- | ----------- | ------------ |
| 2024 | Richard Mille AF Corse | Oreca 07 | Luís Pérez Companc | Lilou Wadoux         | Ausfall     | Motorschaden |
| 2025 | AF Corse               | Oreca 07 | Luís Pérez Companc | Matías Pérez Companc | Ausfall     | Elektrik     |

### Einzelergebnisse in der FIA-Langstrecken-Weltmeisterschaft
| Saison  | Team             | Rennwagen       | 1   | 2   | 3   | 4   | 5   | 6   | 7   | 8   |
| ------- | ---------------- | --------------- | --- | --- | --- | --- | --- | --- | --- | --- |
| 2019/20 | AF Corse         | Ferrari 488 GTE | SIL | FUJ | SHA | BAH | AUS | SPA | LEM | BAH |
| 2019/20 | AF Corse         | Ferrari 488 GTE | 18  | 20  | 22  | 22  | 23  | 18  | 15  | 14  |
| 2021    | AF Corse         | Ferrari 488 GTE | SPA | POR | MON | LEM | BAH | BAH |     |     |
| 2021    | AF Corse         | Ferrari 488 GTE | 20  | 28  | 19  | 25  | 22  | 19  |     |     |
| 2022    | AF Corse         | Oreca 07        | SEB | SPA | LEM | MON | FUJ | BAH |     |     |
| 2022    | AF Corse         | Oreca 07        | 12  | 15  | 24  | 12  | 14  | 14  |     |     |
| 2023    | Ferrari AF Corse | Ferrari 499P    | SEB | POR | SPA | LEM | MON | FUJ | BAH |     |
| 2023    | Ferrari AF Corse | Ferrari 499P    | 3   | 2   | DNF | 5   | 2   | 4   | 3   |     |
| 2024    | Ferrari AF Corse | Ferrari 499P    | KAT | IMO | SPA | LEM | SAO | AUS | FUJ | BAH |
| 2024    | Ferrari AF Corse | Ferrari 499P    | 6   | 4   | 3   | 1   | 6   | 3   | 9   | 11  |
| 2025    | Ferrari AF Corse | Ferrari 499P    | KAT | IMO | SPA | LEM | SAO | AUS | FUJ | BAH |
| 2025    | Ferrari AF Corse | Ferrari 499P    | 1   | 15  | 2   | DNF | 12  |     |     |     |